# Moll Elemér

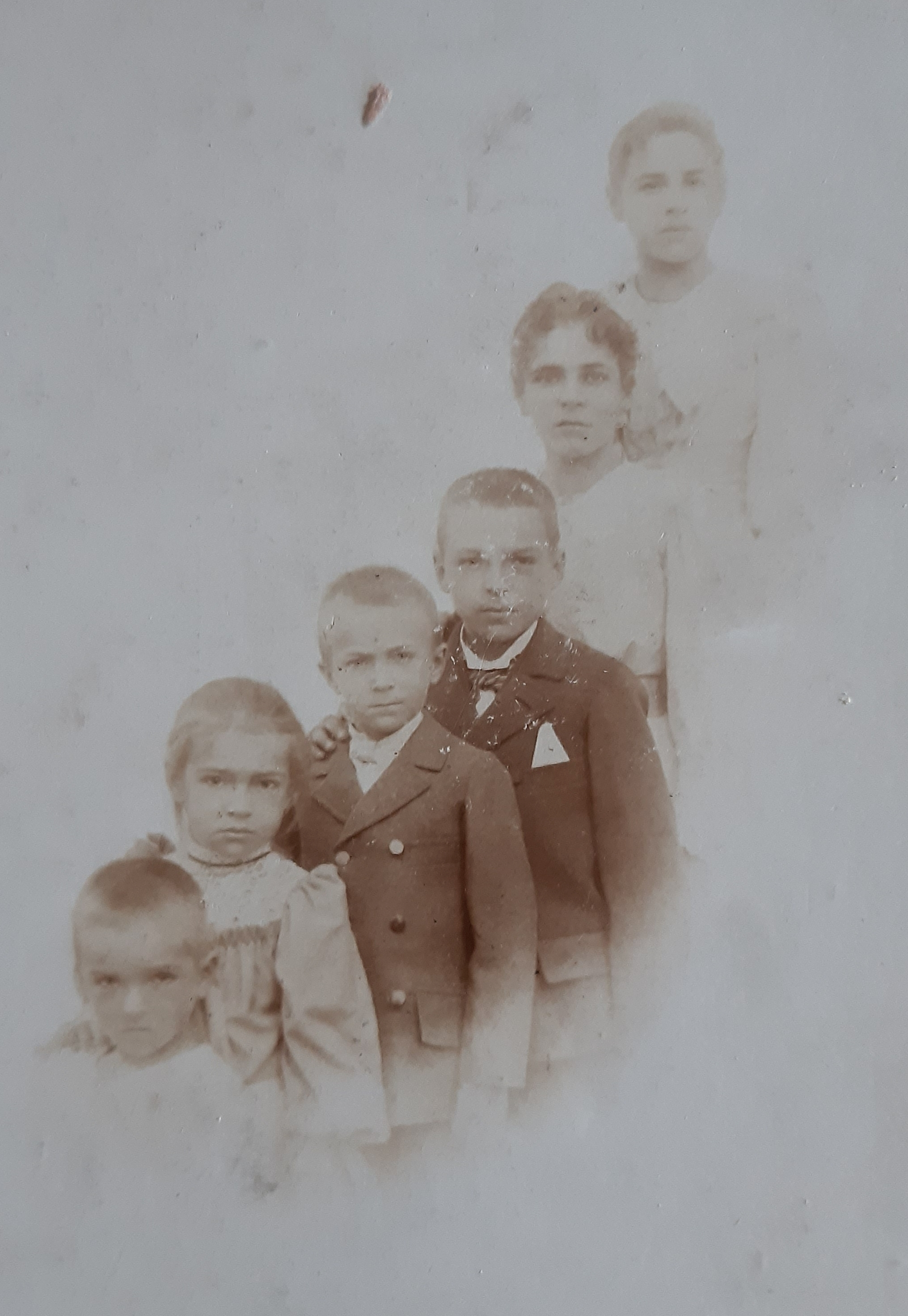
A Moll testvérek 1898 körül (fentről lefelé: Melánia, Margit, Elemér, Károly, Gizella, Lajos)

Moll Elemér (Ságh, 1886. február 24. – Kolozsvár, 1955. november 2.) magyar építész, építészeti szakíró, Moll Károly orvos testvére.

## Életútja, munkássága
Középiskolát Pozsonyban végzett, a budapesti József Nádor Műszaki Egyetemen építészeti oklevelet szerzett (1908). Tanársegéd a középítészeti tanszéken Pecz Samu mellett (1908–1909), majd Kolozsvárt városi mérnök (1909–1919). 1910-ben Budapesten házasságot kötött Doctorics Ilonával. Az impériumváltás után az állami hűségesküt nem tette le, tervező és építő magánvállalatot alapított. Európai körútja során Németországban és Olaszországban végzett tanulmányokat (1938). Újra városi főmérnök 1940-től, a Gazdasági Akadémia előadó tanára.
Mint műépítész számos középületet (Alvernai Ferenc-rendiek temploma, Villanytelep, Sportpark, Konzervatórium, Leánygimnázium, Közvágóhíd), valamint ONCSA-típusházakat, villákat tervezett, s a második világháború befejeztével tevékeny részt vállalt a károkat szenvedett kolozsvári középületek helyrehozásában. Ezekről a munkálatokról 1944-től 1946-ig részletes naplót hagyott hátra. Építkezéseiben eleinte az eklektika s a magyar szecesszió érvényesült, később azonban Bauhaus-elemeket alkalmazott s a korszerű, új építészet úttörője.
1909 körül részt vett a Műegyetem tervezési munkálataiban Pecz Samu mellett.
Szakirodalmi tanulmányaival a Művészeti Szalon (1926) és A Hírnök (1930) hasábjain jelentkezett. Az Ellenzék 1932-es karácsonyi számában a modern építőművészet mellett foglalt állást, szembefordulva az utánzó művészet mesterséges voltával, melyből hiányzik a szükségesség jellege.
További cikkeiben (1933) bemutatta az új építészeti stílust; állást foglalt a vasbeton stílusalkotó lehetőségei mellett, de a laposfedelet csak magasépítkezésnél tartja hasznosnak; a céltalan díszítésekkel szemben kiindulópontnak a hasznosságot tekinti, láthatóvá téve belső kiképzésben is az építészeti szerkezetet.
Egy másik sorozata ugyancsak az Ellenzék hasábjain (1933) Modern lakásművészet c. alatt az építőművész hivatásává teszi, hogy a modern lakóházat intelligensen és művészi leleménnyel egységes organizmusként fogja fel. 1943-ban a Magyar Mérnök- és Építész-Egylet kolozsvári osztálya nevében Brutsi Lászlóval, az osztály elnökével együtt mint alelnök nyomtatásban is megjelentetett feliratot intéz a magyar iparügyi miniszterhez "Erdély gazdasági helyzetének korszerűsítése tárgyában", amely ipari, földművelésügyi, erdészeti és népjóléti reformokat sürget, leszögezvén, hogy az erdélyi magyarság kivándorlását csak az erdélyi ipar kifejlesztésével lehet meggátolni.

## Társasági tagság
A Barabás Miklós Céh tagja (1943)